# Les Densley
Hon. Leslie „Les“ Harold Densley (* 14. September 1894 in Woodville, South Australia; † 14. November 1974) war ein australischer Politiker der Liberal and Country League, der unter anderem zwischen 1944 und 1967 Mitglied des South Australian Legislative Council sowie von 1962 bis 1967 Präsident des Legislativrates war.

## Leben
Leslie „Les“ Harold Densley, Sohn von Alfred Milner Densley und dessen Ehefrau Emily Densley, besuchte die Woodville Public School und war danach als Farmer in Keith tätig. Seine politische Laufbahn begann er als Mitglied des Tatiara District Council. Bei der Wahl vom 29. April 1944 wurde er als Nachfolger von Frank Halleday für die Liberal and Country League (LCL) im damaligen Vier-Personen-Wahlkreis Southern District erstmals zum Mitglied des South Australian Legislative Council gewählt, des Oberhauses des Parlaments von South Australia. Er vertrat diesen Wahlkreis nach seinen Wiederwahlen am 4. März 1950, am 3. März 1956 sowie am 3. März 1962 bis zu seinem Mandatsverzicht am 1. Juni 1967, woraufhin dieser Wahlkreis bei der notwendigen Nachwahl (By-election) von seinem Parteifreund Victor George Springett gewonnen wurde.
Als Nachfolger seines Parteifreundes Walter Gordon Duncan übernahm Les Densley am 12. April 1962 das Amt als Präsident des Legislativrates und bekleidete dieses bis zum 7. März 1967, woraufhin sein Parteifreund Lyell McEwin diesen Posten übernahm. Am 13. Juli 1967 wurde ihm aufgrund einer mindestens dreijährigen Amtszeit als Präsident des Legislativrates der Höflichkeitstitel The Honourable verliehen.

## Hintergrundliteratur
- Parliament of South Australia: Statistical Record of the Legislature 1836–2007 (Memento vom 11. März 2019 im Internet Archive)
- Robert Martin: Responsible Government in South Australia, Band 2, Wakefield Press, 2009, ISBN 978-1-8625-4-8442, S. 83 f. (Onlineversion (Auszug))